# Chiesa di San Ferdinando (Napoli)
La chiesa di San Ferdinando è una chiesa monumentale di Napoli ubicata nel centro storico della città, in piazza Trieste e Trento. Conosciuta anche come Chiesa degli artisti per i vari funerali di personaggi famosi che vi si celebrano.
L'interno è noto soprattutto per la presenza di un vasto ciclo di affreschi barocchi di Paolo De Matteis databili alla fine del Seicento, che costituiscono di fatto uno dei lavori più importanti che il pittore ha eseguito a Napoli.

## Storia
La chiesa, che originariamente doveva essere dedicata a san Francesco Saverio, venne eretta dai gesuiti agli inizi del Seicento dietro un donazione di 39.000 ducati eseguita dalla viceregina Caterina de La Cerda y Sandoval, vedova di Pedro Fernández de Castro, conte di Lemos e viceré a Napoli dal 1610 al 1616. La costruzione fu compiuta a più riprese e con modifiche dei vari progetti, i quali furono in totale tre. Il primo disegno, simile all'impianto attuale dell'edificio, fu eseguito dal gesuita padre Agatio Stoia e prevedeva solamente due cappelle per lato; tuttavia seppur il progetto non fu mai messo in pratica, alcune soluzioni previste dal piano furono comunque riutilizzate nelle successive proposte, culminate poi nel terzo ed ultimo progetto fanzaghiano, approvato il 15 dicembre 1635, dove confluirono intanto anche le idee di Giovan Giacomo di Conforto, realizzatore del secondo progetto.

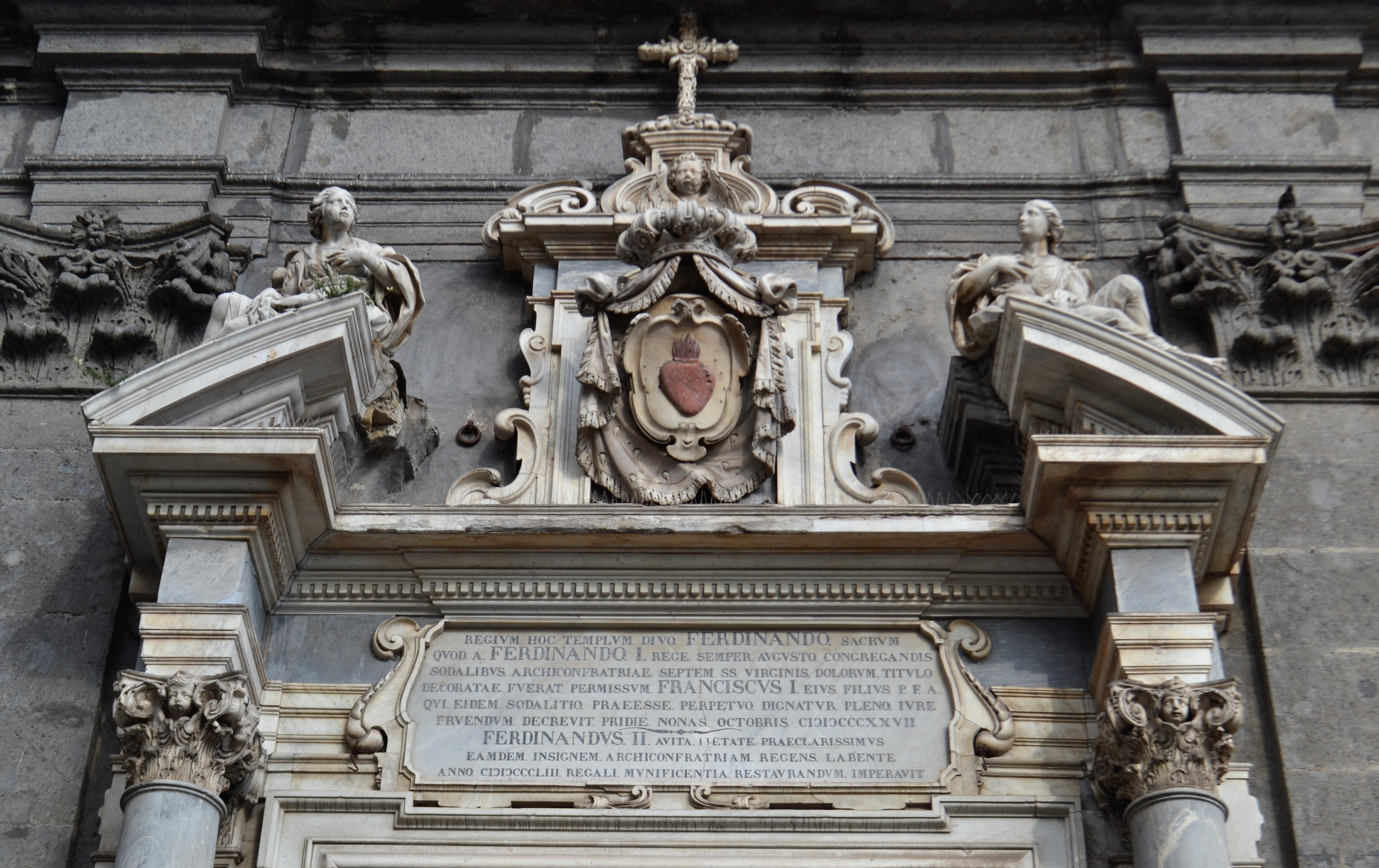
Particolare del portale esterno

Tradizionalmente si attribuisce quindi a Cosimo Fanzago la paternità del progetto attuale della chiesa; l'attribuzione fanzaghiana è determinata dagli elaborati eseguiti dello stesso architetto per la chiesa di San Giorgio Maggiore. Il 2 febbraio 1636 si celebrava la cerimonia della posa della prima pietra; sei anni più tardi si era giunti quasi al completamento della cupola e dopo alcune interruzioni dei cantieri si arrivò alla consacrazione della prima parte dell'edificio, avvenuta nel 1641. Nel disegno del Fanzago sono presenti alcune analogie con alcuni progetti più vecchi riguardanti la chiesa, in particolare quello di Giovan Giacomo Di Conforto, che certamente è quello che più di tutti ha influenzato l'impianto planimetrico attuale, le cui caratteristiche architettoniche sono riprese dalla chiesa dei Santi Apostoli, realizzata dallo stesso Di Conforto sulla base dei progetti iniziali di padre Francesco Grimaldi.
Dopo un'ulteriore interruzione del cantiere avvenuta nel 1655, per via di una proposta da parte del viceré di adeguamento della cupola, che intralciava la vista della città dal Maschio Angioino, la chiesa di San Ferdinando fu completata definitivamente intorno al 1665, anno nel quale avvenne anche l'apertura al pubblico; tuttavia il registro superiore della facciata principale fu rifatto tra il 1738 e il 1759, anno quest'ultimo considerato ufficialmente di chiusura del cantiere. Sempre nel corso della prima metà del Settecento intanto furono compiuti altri lavori decorativi interni all'edificio: come gli affreschi di Paolo De Matteis sulla volta della navata o come le sculture marmoree di diverse cappelle laterali compiute da Domenico Antonio Vaccaro.
Nel 1767 i gesuiti furono espulsi dal Regno di Napoli e la chiesa passò pertanto ai Cavalieri costantiniani, che la dedicarono a san Ferdinando III di Castiglia, re di Castiglia e León fino al 1252 e canonizzato nel 1671, in onore di re Ferdinando IV.
L'ordine dei Cavalieri tenne in affido la chiesa fino all'occupazione francese del 1801, dal 1827 la chiesa appartiene invece all'Arciconfraternita di Nostra Signora dei Sette Dolori, il cui stemma è riportato anche sul timpano del portale marmoreo d'ingresso e a cui aderirono prima gli esponenti del casato dei Borbone di Napoli e poi, a partire dal 1861, quelli di Casa Savoia.

## Descrizione

### Pianta
| 1. Acquasantiere, Cosimo Fanzago 2. Trionfo della religione sulle eresie, Paolo De Matteis (affresco sulla volta) 3. Organi a canne 4. Pulpito 5. I cappella sx 6. II cappella sx 7. III cappella sx 8. IV cappella sx 9. Sepolcro di Lucia Migliaccio , Tito Angelini 10. Transetto sinistro 11. Abside 12. Transetto destro 13. Sepolcro di Michele Arditi, Tito Angelini 14. Cupola 15. IV cappella dx 16. III cappella dx 17. II cappella dx 18. I cappella dx | Pianta |

### Esterno e interno

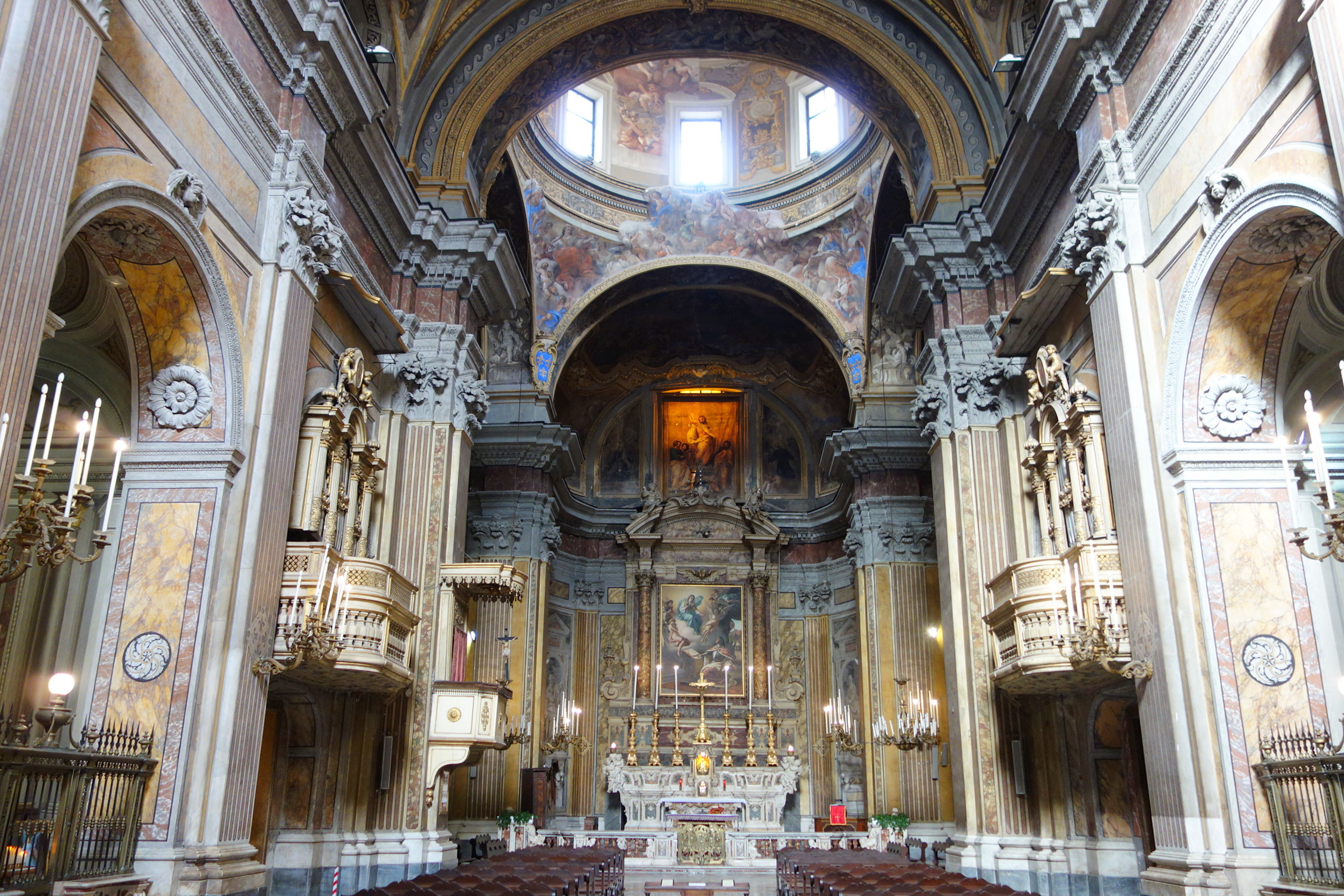
Interno

La facciata fu eretta su progetto di Cosimo Fanzago; il primo registro, in piperno e marmo, venne completato nel XVII secolo con la direzione dei lavori dello stesso architetto e vedeva in origine, dinanzi all'ingresso, una cancellata in ferro battuto e pilastri in piperno eretta su un presumibile disegno di Francesco Antonio Picchiatti. Il secondo registro invece, più modesto rispetto al primo, fu completato tra il 1738 e il 1759 e fu adeguato durante il periodo del Risanamento di Napoli, quando furono eliminate le volte laterali e la balaustra del Fanzago per il coronamento, inserendo quindi, come previsto dal progetto del Di Conforto, un timpano classico. Durante il Risanamento fu inoltre rimossa anche la cancellata esterna al portale, probabilmente in quanto venne danneggiata durante la costruzione della Galleria Umberto I.
L'interno è tipico dell'architettura della Controriforma, ossia a pianta a croce latina con un'unica navata caratterizzata da cappelle laterali, un transetto con due cappelle più grandi, una cupola all'altezza della crociera e un'abside profonda.
La controfacciata vede ai lati del finestrone centrale gli affreschi di Paolo De Matteis con San Francesco Saverio in estasi e San Francesco Saverio che abbraccia il Crocifisso. Addossate alle prime due colonne laterali della navata sono due pregevoli acquasantiere marmoree disegnate da Cosimo Fanzago; sulle arcate delle ultime cappelle di entrambi i lati sono i due organi a canne mentre nell'ultimo pilastro di sinistra, in corrispondenza della crociera, è invece un pulpito ottocentesco. Il pavimento marmoreo fu invece compiuto nel 1748 da Filippo Pardo.

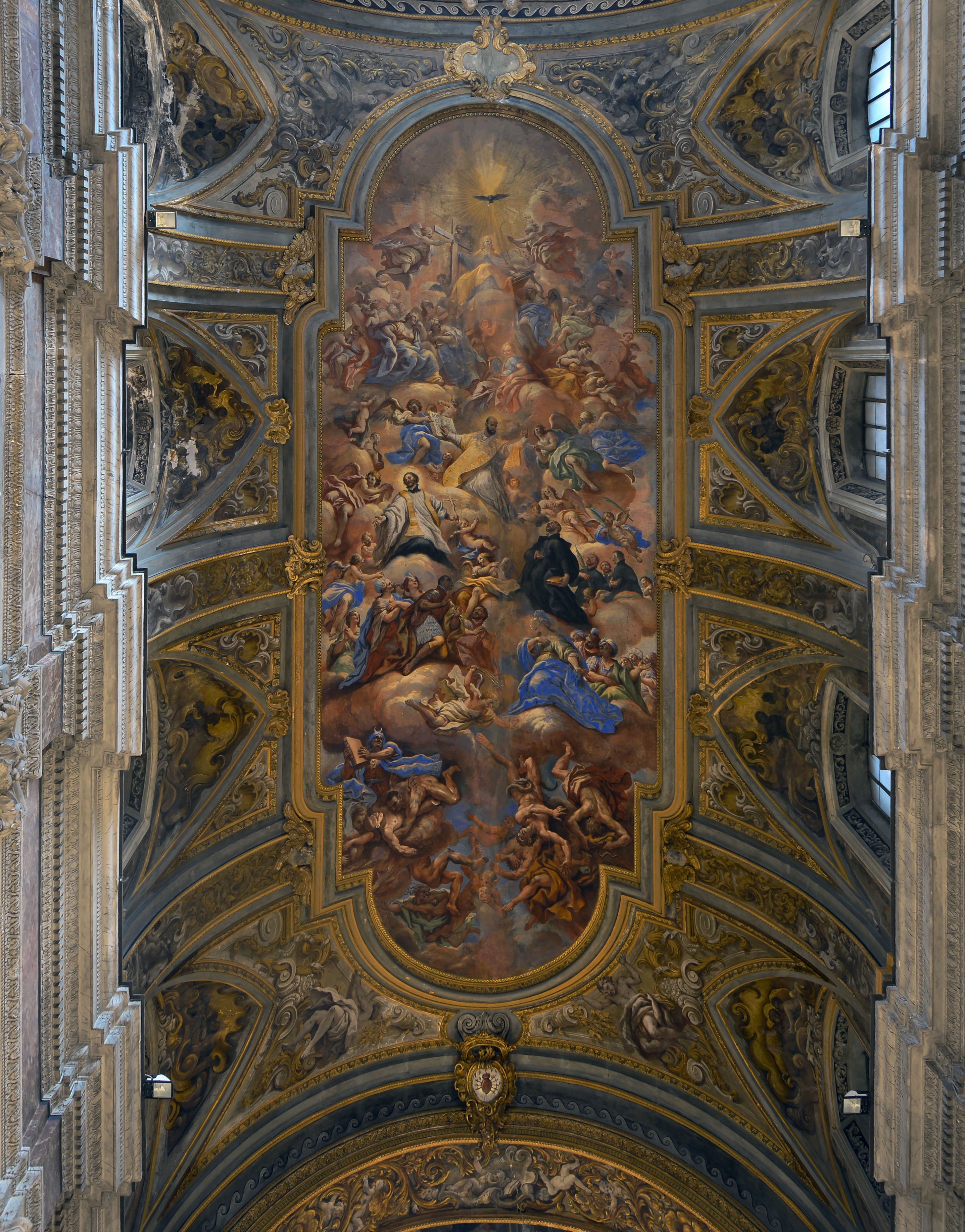
Volta della navata con il Trionfo della religione sull'eresia di Paolo De Matteis

Nella volta è collocato un altro grande affresco di Paolo De Matteis databile tra il 1695 e il 1698: la scena ritrae il Trionfo della religione sull'eresia tramite sant'Ignazio di Loyola, san Francesco Saverio, san Francesco Borgia e i tre martiri giapponesi, dove in basso a sinistra della composizione è raffigurato anche Maometto che precipita con il Corano. Il soffitto è completato poi da ornamenti di Gennaro Greco della fine del Seicento, che intervenne con decorazioni di gusto rococò sugli spazi tra i finestroni, sui triangoli e sulle lunette di raccordo. La cupola presenta affreschi di inizio Novecento di Giovanni Diana, che raffigurò una serie di figure allegoriche, angeli e elementi decorativi vari in sostituzione di una precedente scena compiuta sempre da De Matteis (Gloria di santi gesuiti) e che fu però danneggiata dai lavori alla Galleria Umberto I. Della cupola originale del De Matteis rimangono tuttavia superstiti nei quattro peducci le tre virtù teologali (Fede, Speranza e Carità) e la Giustizia.
Il presbiterio è caratterizzato da un monumentale altare maggiore barocco databile al 1742-1743, opera di Domenico Antonio Vaccaro. Alle sue spalle è la tela di fine Ottocento su San Ferdinando di Federico Maldarelli, che sostituì una tela di analogo soggetto di Antonio Sarnelli che aveva rimpiazzato il San Francesco che battezza gli indigeni realizzato attorno al 1680 da Luca Giordano, incorporato nelle collezioni dei Borbone dopo la cacciata dei Gesuiti dal Regno nel 1767 e oggi esposto a Capodimonte. La tela del Giordano, a sua volta, fu voluta per sostituire una precedente tela di Cesare Fracanzano con San Francesco Saverio nell'atto di battezzare gli abitanti dell'India, che non appagò il gradimento della committenza, anche quest'ultima commissionata per rimpiazzare un altro dipinto affidato a Salvator Rosa col San Francesco Saverio in gloria, scartato anch'esso dalla committenza in quanto non piacque loro. Ancora più in alto alla pala d'altare è invece uno stendardo dipinto a olio da ignoto autore della metà del XIX secolo con il Cristo risorto apparso agli apostoli , ai lati del quale sono due scene del De Matteis ritraenti a sinistra San Francesco Saverio che osserva il cadavere della regina Isabella e a destra il Santo in atto di costruire la chiesa; la scodella absidale presenta infine affreschi ancora del De Matteis raffiguranti San Francesco Saverio che protegge la città di Napoli dalla fame, peste, incendi e dai naufragi.

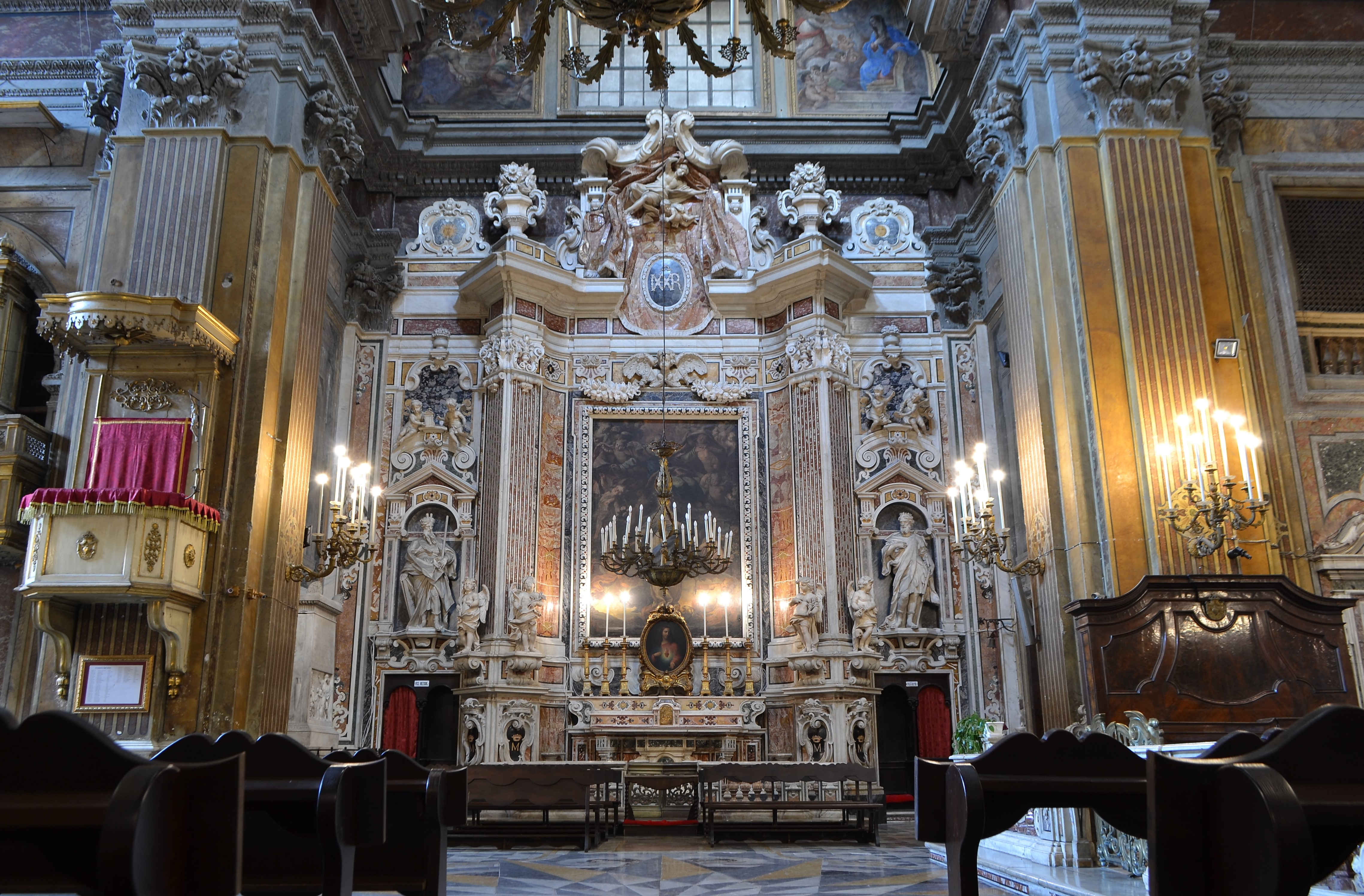
Transetto sinistro

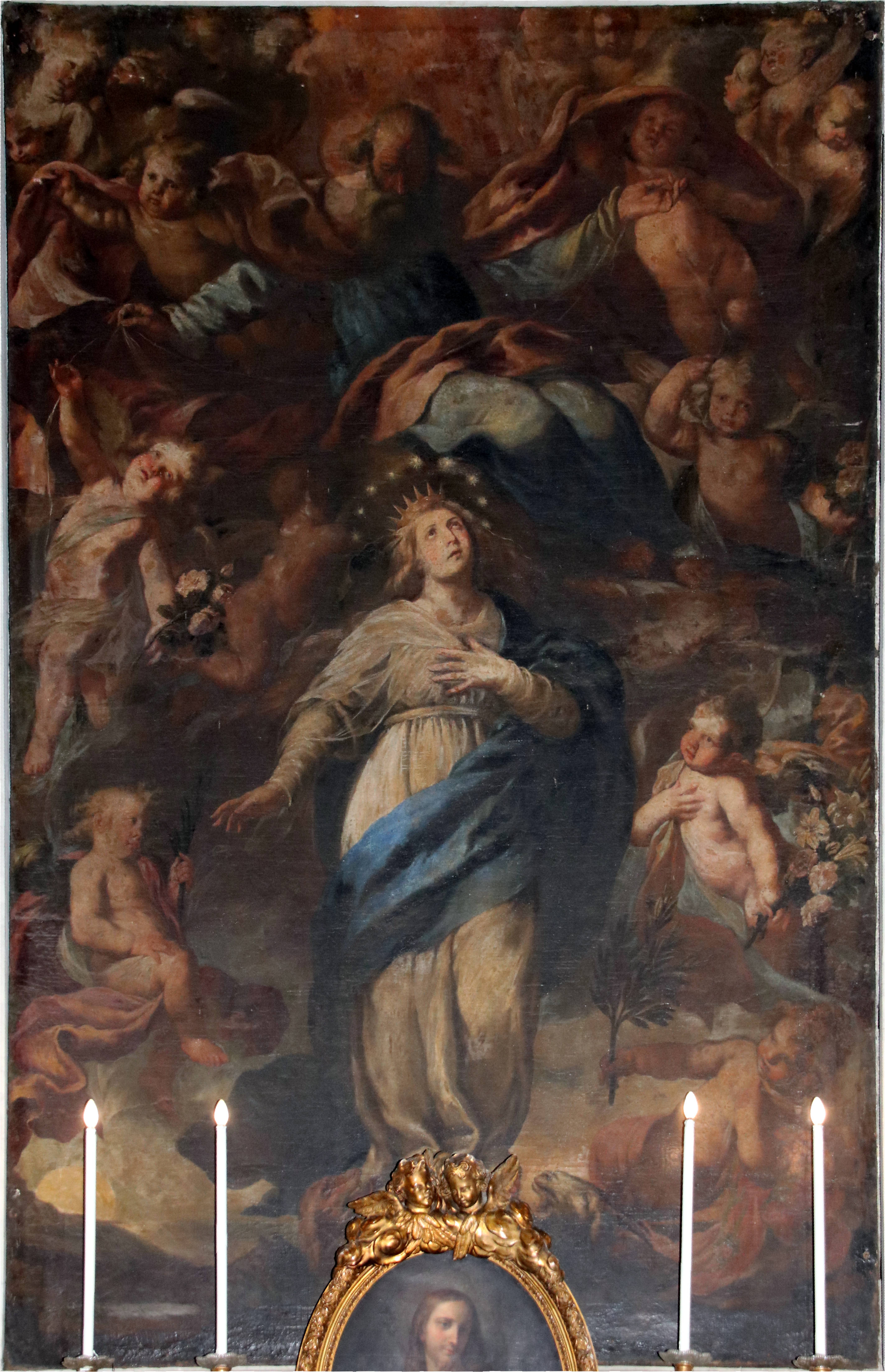
Cesare Fracanzano, Immacolata Concezione

Il transetto vede affrescate nelle due volte e sempre dal De Matteis: a sinistra, San Francesco Saverio che predica agli abitanti dell'India, la Natività di Gesù e l'Annunciazione; a destra invece, Sant'Ignazio in gloria, Sant'Ignazio ispirato dalla Vergine scrive il libro degli esercizi spirituali e Sant'Ignazio invia san Francesco Saverio in missione nell'India. Nel transetto sinistro è inoltre collocato alla parete laterale di sinistra l'opera ottocentesca di Tito Angelini del sepolcro di Lucia Migliaccio, duchessa di Floridia e seconda moglie di Ferdinando IV; nella parete frontale è invece un altare con la pala dell'Immacolata Concezione di Cesare Fracanzano attorno alla quale si sviluppa una decorazione marmorea interamente della mano di Domenico Antonio Vaccaro, che vede ai lati, entro due nicchie, anche le sculture ritraenti il David (iniziata da Lorenzo Vaccaro e terminata poi dal figlio) e il Mosè mentre innanzi sono un gruppo di quattro angeli recanti i simboli dell'Immacolata Concezione. Nel transetto destro si conserva sulla parete destra il sepolcro di Michele Arditi, archeologo attivo nel regno di Napoli nel Settecento quando diresse gli scavi archeologici di Pompei ed Ercolano, compiuto sempre da Tito Angelini nel 1834 circa; nella parete frontale insiste la pala d'altare di Francesco Antonio Altobello raffigurante la Visione di sant'Ignazio di Gesù in Croce, contornata ai pilastri della parete marmorea da quattro angeli (due per lato) entro altrettante nicchie recanti i simboli di san Francesco Saverio, eseguiti nel Settecento da Giuseppe Sanmartino, e infine da due sculture lignee settecentesche raffiguranti San Giorgio e San Ferdinando attribuite ad Angelo Viva.
Le cappelle della navata sono tre per lato, ognuna anticipata da una cancellata in ferro e ottone e tutte decorate al loro interno con marmi, stucchi e, sopra gli altari, da pitture del barocco napoletano alle quali si alternano statuette votive lignee. Tra le più rilevanti opere nelle cappelle del lato sinistro sono: nella prima un dipinto che ritrae i Martiri gesuiti giapponesi attribuito a Pietro da Cortona e uno scarabattolo con una statua lignea di Santa Rita, nella seconda la Sacra Famiglia con sant'Anna e san Giovanni di Giovanni Battista Rossi della metà del Settecento, mentre nella terza cappella una Apparizione della Madonna con il Bambino a San Luigi Gonzaga di Paolo De Matteis. Nelle cappelle del lato destro si segnalano invece: nella prima una tela su San Stanislao Kostka di Nicola Maria Rossi e una statua lignea di Sant'Andrea Avellino, nella seconda sopra l'altare un simulacro forse settecentesco dell'Addolorata e alle pareti due tele di Giacomo Farelli sulla Natività della Vergine e l'Annunciazione, infine nella terza un gruppo ligneo del San Giuseppe con il Bambino. In sacrestia si conservano arredi antichi, il Sogno di San Giuseppe, la Presentazione di Maria al Tempio e la Visitazione di Maria a Elisabetta anch'esse del Farelli e altre due tele di ignoto artista.